# Kartalspor
Kartalspor ist ein türkischer Fußballverein aus dem gleichnamigen Istanbuler Stadtteil Kartal. Der Verein spielte ab 1984 fast ausschließlich abwechselt in der TFF 1. Lig oder der TFF 2. Lig und machte sich als Talentschmiede einen Namen. So wurden in den 1990er und 2000er Jahren spätere türkische Nationalspieler wie Servet Çetin, Volkan Demirel, Egemen Korkmaz, Olcan Adın bei diesem Verein entdeckt bzw. gefördert.

## Geschichte

### Gründung
Kartalspor wurde am 18. August 1949 im Restaurant Bahar im gleichnamigen Stadtteil Kartal gegründet. Die Gründer waren Mustafa Gürsel, Haluk Akan, Mustafa Karakas, Enver Ersoylu, Sadettin Oral, Ismail Perin, Vahit Kınay. Am 22. Februar 1965 trat die Mannschaft zum ersten Mal in einer Liga an. Sie spielten damals in der Amateurliga Istanbuls.

### Einstieg in den Profifußball
Nachdem zum Sommer 1980 der türkische Profifußball von bisher drei auf lediglich zwei Profiligen reduziert worden war, wurde 1984 auf Direktive des damaligen Staatspräsidenten Turgut Özal die dritthöchste professionelle Fußballliga, die 3. Lig, mit heutigem Namen TFF 2. Lig, wieder eingeführt. Darüber hinaus wurde verkündet, dass man nach Erfüllung bestimmter Auflagen und Bedingungen eine Ligateilnahme beantragen könne. Um die Stadtentwicklung voranzutreiben, bemühten sich mehrere Bezirksnotabeln darum, die Auflagen zu erfüllen. So wurde eine freie Fläche provisorisch zum Fußballstadion umfunktioniert. Nachdem man die Auflagen erfüllt hatte, bestätigte der türkische Fußballverband die Teilnahme. So nahm Kartalspor in der Spielzeit 1984/85 wiedereingeführten 3. Lig teil. In der ersten Saison beendete der Verein die Liga auf dem 8. Tabellenplatz. Bereits zur ersten Saison erreichte der Verein die Meisterschaft der 3. Lig und stieg zum ersten Mal in der Vereinsgeschichte in die zweithöchste türkische Spielklasse, damals als 2. Lig bezeichnet, auf.

### Aufstieg in die 2. Futbol Ligi
Die Drittligasaison 1987/88 beendete die Mannschaft als Meister der Gruppe 9 und stieg damit zum ersten Mal in der Vereinsgeschichte die 2. Futbol Ligi, der damaligen zweithöchsten Spielklasse, auf. Die Meisterschaft sicherte sich die Mannschaft erst am letzten Spieltag durch einen 3:1-Heimsieg gegen İstanbul DSİ.

### Systembedingter Zwangsabstieg in die TFF 2. Lig
Da mit der Saison 2001/02 der türkische Profi-Fußball grundlegenden Änderungen unterzogen werden sollte, wurden bereits in der Spielzeit 2000/01 Vorbereitungen für diese Umstellung unternommen. Bisher bestand der Profifußball in der Türkei aus drei Ligen: Der höchsten Spielklasse, der einspurigen Türkiye 1. Futbol Ligi, der zweitklassigen fünfspurig und in zwei Etappen gespielten Türkiye 2. Futbol Ligi und der drittklassigen und achtgleisig gespielten Türkiye 3. Futbol Ligi. Zur Saison 2001/02 wurde der Profifußball auf vier Profiligen erweitert. Während die Türkiye 1. Futbol Ligi unverändert blieb, wurde die Türkiye 2. Futbol Ligi in die nun zweithöchste Spielklasse, die Türkiye 2. Futbol Ligi A Kategorisi (zu dt.: 2. Fußballliga der Kategorie A der Türkei), und die dritthöchste Spielklasse, die Türkiye 2. Futbol Ligi B Kategorisi (zu dt.: 2. Fußballliga der Kategorie B der Türkei), aufgeteilt. Die nachgeordnete Türkiye 3. Futbol Ligi wurde fortan somit die vierthöchste Spielklasse, die TFF 3. Lig. Jene Mannschaften, die in der Zweitligasaison 2000/01 lediglich einen mittleren Tabellenplatz belegten, wurden für die kommende Saison in die neugeschaffene dritthöchste türkische Spielklasse, in die 2. Lig zugewiesen. Kartalspor, welches die Liga auf dem 4. Tabellenplatz beendet hatte, musste so systembedingt in die 2. Lig absteigen.

### Neuzeit
Der Verein hat sich über die Jahre zu einer Talentschmiede entwickelt und besitzt traditionell gute Jugendmannschaften. 2011/12 gewann die zweite Mannschaft Kartalspor A2, die fast ausschließlich aus jungen Spielern bestand die auf dem Sprung ins Profiteam waren, die Meisterschaft der Reservemannschaftenliga TFF A2 Ligi.
Im Sommer 2013 stieg der Verein in die TFF 2. Lig ab. In seiner ersten Drittligasaison nach dem Abstieg beendete die Mannschaft auf dem 5. Tabellenplatz und qualifizierte sich für die Play-off-Phase der Liga. In den Play-offs kam im Viertelfinale gegen Göztepe Izmir das aus.
Zur Saison 2013/14 verhängte der türkischen Fußballverband auf Direktive der UEFA Kartalspor einen Punkteabzug von sechs Zählern. Begründet wurde diese Strafe mit Verstößen gegen den Financial Fairplay der UEFA. Anfang Oktober 2014 drohte dem Verein nach eigenen Angaben ein von der UEFA angeordneter Zwangsabstieg, wenn der Verein bis zum 10. Oktober 2014 die offene Gehaltszahlung von 160.000 Türkische Lira an ihren ehemaligen Spieler Christian Akande Kotchoni zahlen sollten. Kartalspor, das unter normalen Umständen in der Spielzeit 2014/15 60 Punkte gesammelt hatte und damit durch den 3. Tabellenplatz die Play-off-Teilnahme der gesichert hatte, rutschte durch den 6-Punkteabzug auf den 8. Tabellenplatz ab und verfehlte so den direkten Wiederaufstieg.
In der Saison 2015/16 verfehlte der Verein den Klassenerhalt in der TFF 2. Lig und stieg zum ersten Mal in der Vereinsgeschichte in die TFF 3. Lig ab.

## Erfolge
- Meister der TFF 2. Lig: 1987/88
- Vizemeister der TFF 2. Lig: 2006/07
- Aufstieg in die TFF 1. Lig: 1987/88, 2006/07

- Mit Nail Uğur Timurcioğlu stellte der Verein in der Saison 1996/97 den Torschützenkönig der TFF 1. Lig.

## Ligazugehörigkeit
- 2. Liga: 1988–2001, 2007–2013
- 3. Liga: 1984–1988, 2001–2007, 2013–2016
- 4. Liga: 2016–2017
- Amateurligen: bis 1984, seit 2017

## Ehemalige bekannte Spieler
| - Servet Çetin - Volkan Demirel - Egemen Korkmaz - Olcan Adın - Özden Öngün - Oğuz Dağlaroğlu - Semih Kaya - Umut Kekilli | - Ertuğrul Taşkıran - Erman Özgür - Mehmet Al - Kürşat Duymuş - Emrah Eren - Eren Tozlu - Sinan Yeşil |

## Ehemalige Trainer (Auswahl)
| - Unbekannt (Vereinsgründung – Februar 1991) - Yılmaz Gökdel (Februar 1991 – Mai 1991) - Ali Kemal Denizci (Juli 1991 – Mai 1992) - Enver Katip (Juni 1992 – Mai 1993) - Hüseyin Tok (Juni 1993 – Mai 1994) - Yılmaz Gökdel (Juni 1994 – Februar 1995) - Enver Katip (Juni 1995 – Februar 1996) - Kadri Aytaç (Februar 1996 – Mai 1996) - Adnan Dinçer (Juni 1996 – Dezember 1997) - Unbekannt (Dezember 1997 – Oktober 1998) - Şenol Ustaömer (Juni 1998 – Oktober 1998) - Cihat Erbil (Oktober 1998 – Januar 1999) - Unbekannt (Januar 1999 – Februar 1999) | - Ergun Ortakçı (Februar 1999 – Juli 1999) - Unbekannt (Juli 1999 – Juni 2003) - Erdi Demir (Juni 2003 – Oktober 2012 2003) - Mehmet Altıparmak (März 2007 – Januar 2009) - Kadir Özcan (April 2009 – Mai 2010) - Ergün Penbe (August 2010 – Januar 2011) - Engin Korukır (Januar 2011 – Mai 2011) - Besim Durmuş (August 2011 – Oktober 2012) - Özcan Kızıltan (Oktober 2012 – Februar 2013) - Osman Özdemir (Februar 2013 – April 2013) - Mehmet Altıparmak (April 2013 – Mai 2013) - Şaban Yıldırım (August 2013 – Mai 2014) - Özgür Zengin (August 2014 – ) |